# Hippia matheis
Hippia matheis är en fjärilsart som beskrevs av William Schaus 1892. Hippia matheis ingår i släktet Hippia och familjen tandspinnare. Inga underarter finns listade i Catalogue of Life.